# Bianna Golodryga
Bianna Golodryga (RSS de Moldavia, 15 de junio de 1978) es la presentadora de noticias financieras de Yahoo. Anteriormente, era la copresentadora de la edición de fin de semana del programa de la cadena estadounidense ABC Good Morning America.

## Biografía
Golodryga nació en 1978, en familia judía de clase trabajadora en la RSS de Moldavia, Unión Soviética. En 1980, su familia se mudó a Houston, Texas. Es egresada de la University of Texas en Austin, con un grado en Estudios Rusos/de Europa Oriental y de Eurasia y un minor en economía. Habla ruso con fluidez.

## Carrera
Golodryga empezó su carrera en la televisión como productora en CNBC antes de comenzar a trabajar como corresponsal en directo. Con anterioridad a CNBC, trabajó en la industria de servicios financieros. En 2004, Golodryga fue nombrada uno de los periodistas más relevantes de menos de 30 años de edad. Fue corresponsal para el canal estadounidense ABC entre 2007 y 2010, y fue designada copresentadora de la edición de fin de semana de Good Morning America en mayo de 2010, luego de la salida de la anterior copresentadora Kate Snow, quién dejó el canal para trabajar para NBC. Trabajó como copresentadora de la edición de fin de semana de Good Morning America hasta el 4 de agosto de 2014, cuándo lo dejó para unirse al departamento de noticias empresariales y financieras de Yahoo. Ha sido la anfitriona de Way Too Early y es una contribuyente regular para Morning Joe en el canal MSNBC.
En abril de 2013, Golodryga fue la primera persona en entrevistar a Anzor Tsarnaev, el padre de 'Bombardero de Boston' Tamerlan Tsarnaev.
Golodryga es miembro del Consejo en Relaciones Extranjeras. Es también una columnista regular para el Huffington Post. En 2015, fue nombrada una de "las presentadoras de TV más sexys del mundo" por el sitio web ABCNewspoint.

## Vida personal
Es la hija de Vitaly y Zhanna Golodryga. Su madre Zhanna es la Oficial de Seguridad de la Información de Hess Corporation y su padre, un ingeniero mecánico, trabajó como un asesor para DuPont. En septiembre de 2010, se casó con Peter R. Orszag, para entonces Director de la Oficina de Administración y Presupuesto para de la Administración Obama y quien posteriormente sería vicepresidente de banca de inversión de Lazard. Tienen un hijo y una hija.